# Piowitt
Piowitt war eine Kunstkeramikwerkstätte der 1920er und 1930er Jahre in Wien. Ihr Stil ist im Geschmack der Zeit expressiv-grotesk.

## Geschichte
Angela (Ella) Piotrowska-Wittmann wurde am 13. Juni 1898 in Znaim geboren. Sie besuchte die Kunstschule für Frauen und Mädchen für zwei Jahre. Von 1914 bis 1921 studierte sie an der Wiener Kunstgewerbeschule, wo ihre Tutoren Oskar Strnad (1914/15), Adolf Boehm (1915/16), Josef Hoffmann (1916–18) und Michael Powolny (1919–21) waren. Powolny soll über Piotrowska gesagt haben: „Sie pflegte die Gefäßkeramik mit viel Geschmack.“ (1918); „arbeitete nur Gefäßkeramiken mit plastischen Auflagen“ (1920); „modellierte auf Gefäßkeramik“ (1921). Sie entwarf auch für die Wiener Porzellan-Manufaktur Josef Böck.
In den 1920er Jahren gründete sie zusammen mit ihrem Ehemann, dem Kunsthandwerker Michael Wittmann, in Wien eine bekannte Werkstattgemeinschaft für Gefäße mit plastischen Auflagen und kleine keramische Tierskulpturen, deren Name sich aus den Anfangsbuchstaben beider Nachnamen zusammensetzt (PioWitt). 1934 war ihr Standort im achten Wiener Gemeindebezirk in der Lerchenfelderstraße 94/26.
Heute werden die Keramiken bei internationalen Auktionen verkauft.

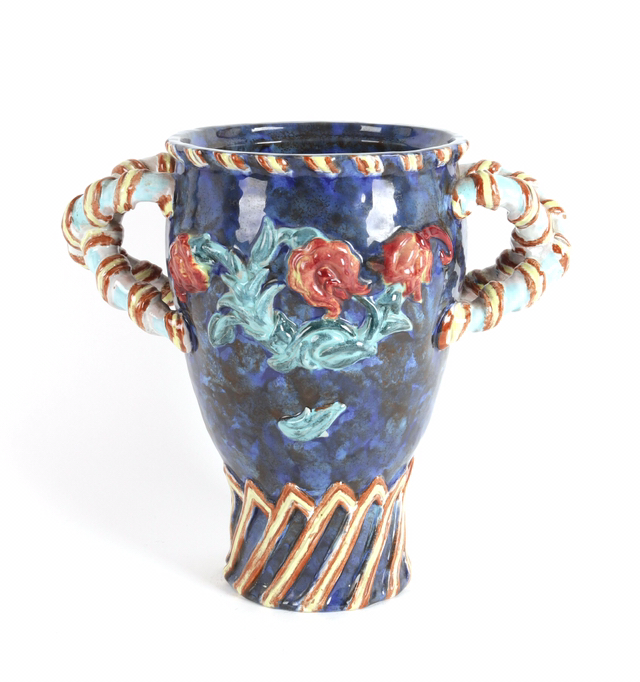
Piowitt Henkelkrug
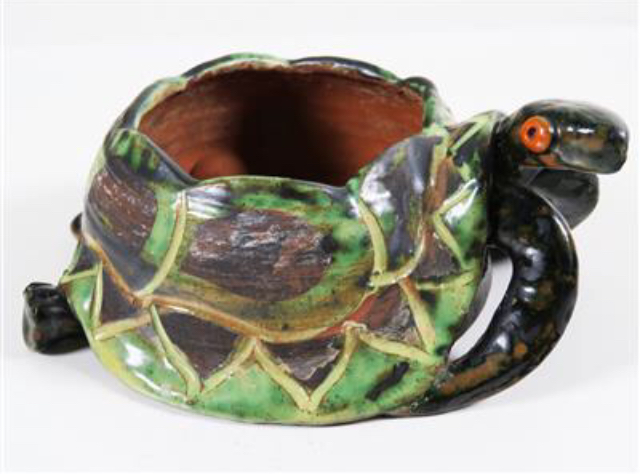
Wittmann Schildkröte 1930